# Space-Time Adaptive Processing
Space-Time Adaptive Processing (STAP) (deutsch etwa: adaptive Raum- und Zeitverarbeitung) ist eine Signalverarbeitungstechnik, die am häufigsten in luftgestützten Radarsystemen zur Erkennung bewegter Ziele eingesetzt wird. Sie beinhaltet angepasste Verarbeitungsalgorithmen zur Unterstützung der Zielerfassung. Mit STAP werden die nachteiligen Auswirkungen der Plattformbewegung kompensiert, indem sie adaptiv Antennendiagramme in Richtungen starker Festzielechos und Rausch- oder Störquellen ausblendet. Es werden die gleichzeitig von den mehreren Positionen einer synthetischen Apertur empfangenen Signale (räumlicher Bereich) und die Signale von mehreren Impulswiederholungsperioden (zeitlicher Bereich) verwendet, um die angepasste Verarbeitung sowohl im zeitlichen als auch im räumlichen Bereich zu ermöglichen.

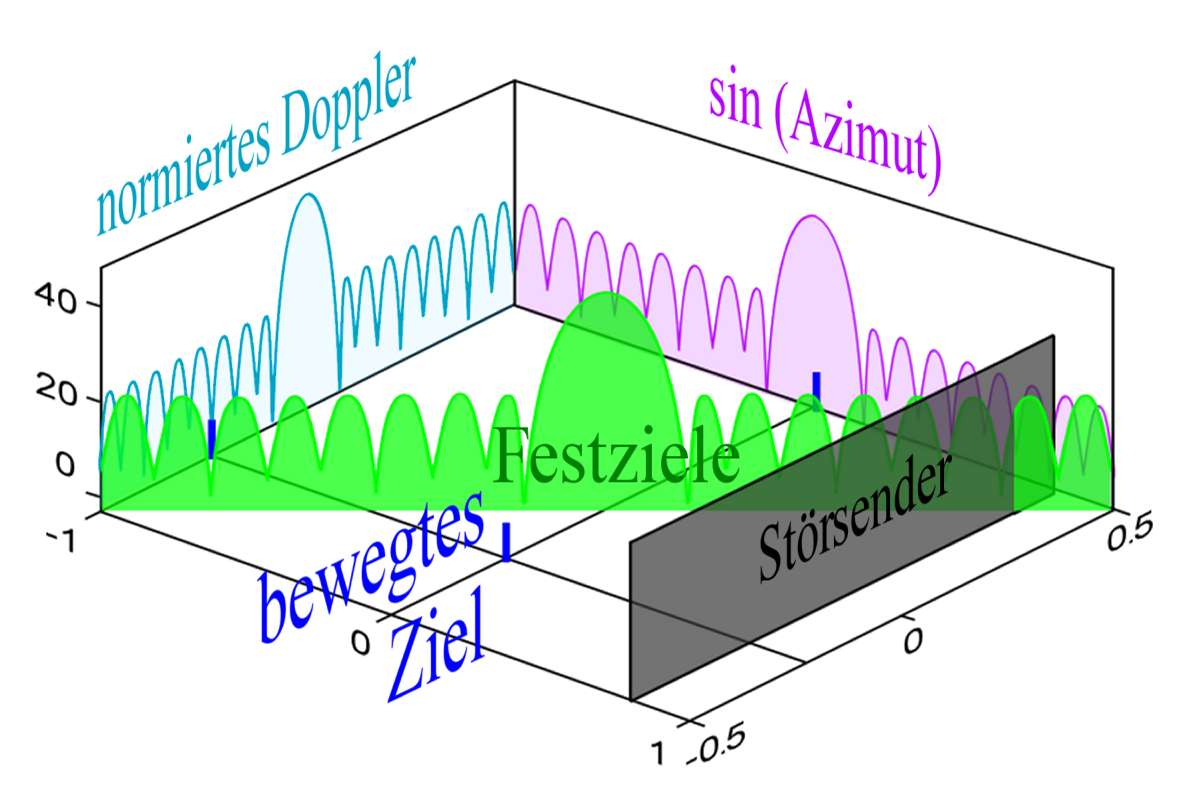
Spektrumverteilung für Space-Time Adaptive Processing; „normiertes Doppler“ heißt, dass die sonst sendefrequenzabhängige Dopplerfrequenz auf eine standardisierte Sendefrequenz berechnet wurde.

In luftgestützten Plattformen von Radargeräten können zwei unterschiedliche Methoden zur Messung der Position eines reflektierenden Objektes verwendet werden. Eine Methode ist die klassische Form von Entfernungsbestimmung durch Laufzeitmessung und Richtungsbestimmung durch das Richtdiagramm der Antenne. Eine weitere Methode verwendet einen charakteristischen Verlauf der Änderung einer Dopplerfrequenz beim Vorbeiflug für jeden Punkt im Gelände. Ein sich dazu mit zusätzlicher Radialgeschwindigkeit zum Radar bewegendes Ziel verschiebt die Dopplerfrequenz nochmals und würde bei ausschließlicher Verwendung der Doppler-Methode an einem falschen Ort dargestellt.
Bei dem STAP werden nun bei einem in einem Luft- oder Raumfahrzeug installierten Radar die Echosignal jeder empfangene Impulsperiode mit einer zusätzlichen Phasenverschiebung versehen, so dass das Richtdiagramm der synthetischen Apertur in der Richtung im Raum virtuell verschoben wird (siehe: Digitale Strahlformung). Die Berechnung wird dabei in Gruppen von Antennenpositionen unterteilt, welche dann rechnerisch gleichzeitig aus virtuell verschiedenen Richtungen das bewegte Ziel beleuchten. Ein bewegtes Ziel hat nun aus beiden virtuellen Richtungen eine Dopplerfrequenz, die nicht zur räumlichen Festzielumgebung des angeblichen Standorts passt und wird so als bewegtes Ziel erkannt.